# Šentrupert (gmina Braslovče)
Šentrupert – wieś w Słowenii, w gminie Braslovče. 1 stycznia 2017 liczyła 153 mieszkańców.